# Кидани
Кидани (на китайски: 契丹; на персийски: ختن, още хидани, хитани, китани, китаи) е номадско племе в Североизточна Азия, населявало около 4 век Монголия, Манджурия и Руския Далечен Изток. По време на династията Ляо управляват огромни части от северен Китай и Сибир. Tе се разселват след 10 век, но до днес не са оцелели много свидетелства за тях. След разпаденето на Ляо през 1125 г. те се насочват още по̀ на запад и създават държавата Кара Китай, която е унищожена от Монголската империя през 1218 г.
Киданите виждат какъв опустошителен ефект има степната конница върху китайците, наблюдавайки използването ѝ от уйгурите, киргизите и шатуо, поради което впоследствие я включват в арсенала си.
От името на киданите идва името Китай, използвано за Китайската народна република и по-рядко за Тайван в български и руски език.